# Lónsvík
Die Lónsvík (deutsch „Lagunenbucht“) ist eine Bucht im Osten von Island.
Diese Bucht am offenen Meer liegt zwischen dem Eystrahorn und dem Vestrahorn etwa 25 km nordöstlich von Höfn. Sie ist 21 km breit und reicht 3 km weit ins Land. Ihr Ufer bildet die Nehrung Fjörur. Hinter der Nehrung liegen die Bucht Lón (dt. „Lagune“), die in den Lónsfjörður übergeht. Etwa in der Mitte liegt die Mündung der Jökulsá í Lóni und im Westen der Papafjörður. Am Ostrand der Bucht befindet sich der Leuchtturm Hvalnes.